# Græsk træranke
Græsk træranke (Periploca graeca) er en løvfældende, opstigende eller slyngende busk med en åben vækst. Hele planten indeholder en giftig, hvid saft.

## Beskrivelse
Barken er først lysegrøn, men snart efter bliver den rødbrun og blådugget. Gamle grene får en grålig bark med langsgående revner. Knopperne er modsatte, små, knudeformede og lysegrå. Bladene er elliptiske med hel rand og but spids. Oversiden er lyst grågrøn, mens undersiden er en smule lysere. 
Blomstringen sker i juli-august. Blomsterne er samlet i endestillede stande, hvor de enkelte blomster er 5-tallige og regelmæssige bortset fra en lille, indvendig bikrone. Kronen er gråviolet på indersiden, men grønlig på ydersiden. Blomsterne er insektbestøvede og har en bestøvningsbiologi, der minder om orkideernes. Frugten er en bælgagtig spaltefrugt med mange frø.
Rodnettet er kraftigt og dybtgående. 
Højde x bredde og årlig tilvækst: 6,00 x 1,50 m (40 x 10 cm/år).

## Hjemsted
Arten hører hjemme i Mellemøsten, Lilleasien og Sydøsteuropa. Den er naturaliseret i resten af Sydeuropa. 
I Donaus delta findes arten Letea-skoven på lange, smalle sandklitter sammen med bl.a. benved, alm. berberis, humle, alm. skovranke, særkrone, vin, Convolvulus persica (en Snerle-art), fliget vejbred, havtorn, kaspisk tamarisk,  kirsebærkornel, smalbladet ask, stilkeg, sølvlind, sølvpoppel, toraklet ledris, vild pære og vrietorn
| Portal | Portal:Botanik |

## Note
1. ↑  Mark McGinley (ed.): Danube Delta Biosphere Reserve, Romania (engelsk)